# Betéitiva (ort)
Betéitiva är en ort i Colombia.   Den ligger i departementet Boyacá, i den centrala delen av landet, 200 km nordost om huvudstaden Bogotá. Betéitiva ligger 2 588 meter över havet och antalet invånare är 374.
Terrängen runt Betéitiva är kuperad åt nordväst, men åt sydost är den bergig. Runt Betéitiva är det ganska glesbefolkat, med 48 invånare per kvadratkilometer. Närmaste större samhälle är Santa Rosa de Viterbo, 19,5 km väster om Betéitiva. Omgivningarna runt Betéitiva är en mosaik av jordbruksmark och naturlig växtlighet.